# Zatteria browni
Zatteria browni Eliot, 1902 è un mollusco nudibranchio della famiglia Fionidae. È l'unica specie nota del genere Zatteria.